# Johannes Thomae
Johannes Thomae (* 14. oder 15. Jahrhundert; † 1441) war Generalvikar im Erzbistum Köln.
Der aus Krefeld stammende Thomae war Kanoniker an St. Andreas in Köln und ab 1431 auch Propst an St. Aposteln zu Köln. Von 1435 bis 1439 war er als Generalvikar des Erzbischofs von Köln tätig.